# مقاطعة صابر آباد
مقاطعة صابر آباد (بالأذرية: Sabirabad rayonu)‏ هي إحدى مقاطعات أذربيجان. يقدر عدد سكانها بـ 155,400 نسمة ومساحتها 1,470 كم2 .